# Danse des Ouléd-Naïd
Danse des Ouléd-Naïd je francouzský němý film z roku 1902. Režisérem je Segundo de Chomón (1871–1929). Film trvá necelé dvě minuty.

## Děj
Film zachycuje několik tanečníků z různých zemí. Nejprve je vidět arabská tanečnice, poté alžírská břišní tanečnice a nakonec skotští horalové v kiltech, tančící skotský jig.